# الغاز الطبيعي في السعودية

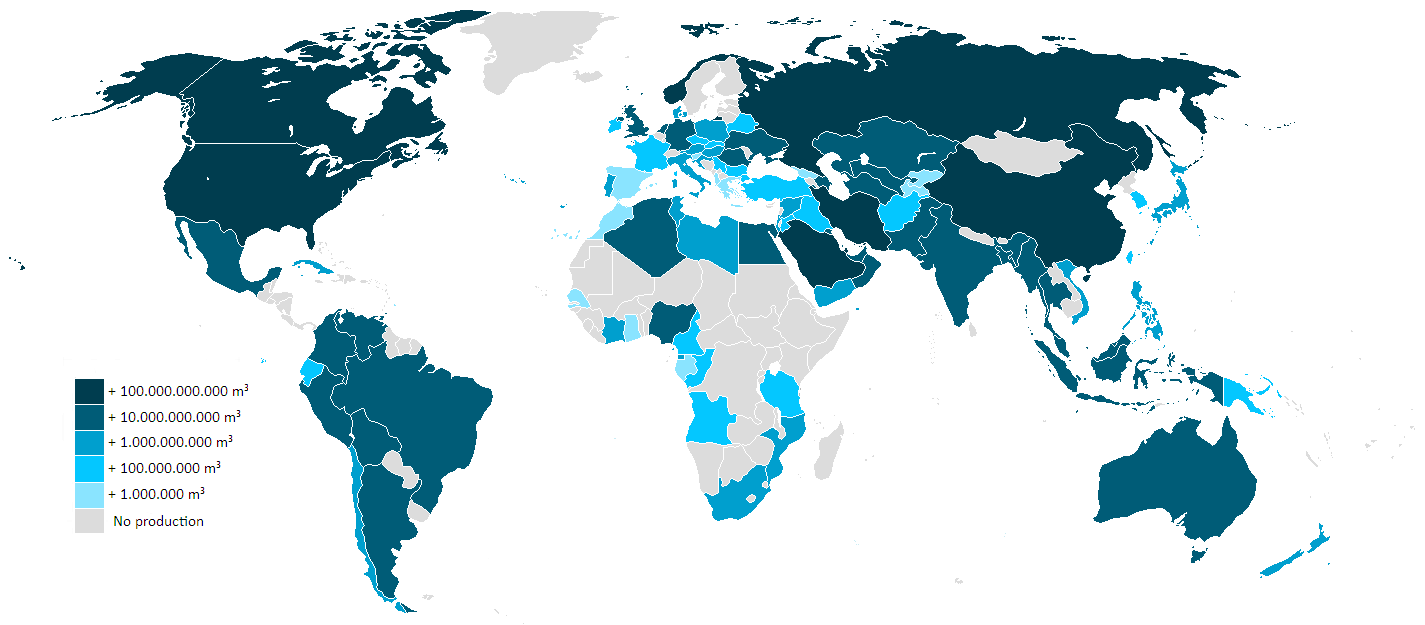
إنتاج الغاز الطبيعي حسب الدولة بالمتر المكعب سنويًّا (2014)

البلدان حسب احتياطيات الغاز الطبيعي المؤكدة (2014)، بناءً على بيانات من كتاب حقائق العالم

تمتلك السعودية سادس أكبر احتياطي عالمي من الغاز في العالم، ويقدر بنحو 324.4 تريليون قدم مكعبة قياسية بالإضافة إلى تريليونات الأقدام المكعبة المحتمل اكتشافها، وتنتج نحو 13 مليار قدم مكعب يومياً. لا تُصدر السعودية أو تستورد الغاز، وإنما تُغطي احتياجها المحلّي من الغاز من إنتاجها، إلّا أنه وفي 17 فبراير 2020، أعلن وزير الطاقة السعودي، الأمير عبد العزيز بن سلمان بن عبد العزيز آل سعود، أن المملكة ستدخل مجال تصدير الغاز في القريب العاجل.

## الصناعة
أرامكو السعودية هي المورِّد الوحيد للغاز الطبيعي في المملكة، وبدأت منذ منتصف سبعينيات القرن العشرين في استخلاص الغاز واستخدامه لتطوير منتجات إضافية ذات قيمة إلى جانب النفط. ذكرت أرامكو في تقريرها المالي عن الربع الثالث من 2020، إنه في يوم 6 أغسطس 2020، سجلت الشركة مستوىً تاريخيًّا من إنتاج الغاز الطبيعي في يوم واحد بإنتاج 10.7 مليار قدم مكعبة قياسية في اليوم من الحلول التقليدية وغير التقليدية.
تنشط شركة الغاز والتصنيع الأهلية (غازكو) التي تأسست في عام 1963 (1383هـ) في نقل وتعبئة وتسويق غاز البترول المسال كخليط مكون من غازي البيوتان والبروبان أو من غاز البيوتان أو البروبان بشكل منفصل، إضافةً إلى تسويق الأسطوانات والخزانات الفارغة والقطع الخاصة بها والمعدة لنقل الغازات، وكذلك القيام بتنفيذ التمديدات وتركيب الخزانات في مواقع المستهلكين.

## الاحتياطيات
تحتل السعودية المرتبة السادسة لأكبر احتياطي عالمي من الغاز في العالم، والذي يقدر بنحو 324.4 تريليون قدم مكعبة. وتعتزم المملكة استغلال احتياطياتها من الغاز الصخري، وتوسيع إنتاجها الذي تجاوز حتى الآن 13 مليار قدم مكعبة من الغاز يوميًا. قدر وزير البترول السعودي السابق علي النعيمي احتياطات الغاز غير التقليدي في البلاد بما يزيد على 600 تريليون قدم مكعبة، وهو ما يفوق مثلي احتياطياتها التقليدية.
يُتوقع أن إجمالي إحتياطي السعودية من الغاز سيكفيها لمدة تزيد على 120 عامًا اعتبارًا من 2020، مع متوسط استهلاك سنوي يبلغ 110 مليارات متر مكعب، وتقل المدة إلى حدود 96 عامًا مع نمو في الاستهلاك يبلغ 2% سنويًّا.

## الإنتاج
كانت المملكة تُنتج كميات صغيرة جدًا من الغاز قبيل ثمانينيات القرن العشرين، لكن هذا الوضع تغيّر جذريًّا بعد أن بدأت الحكومة الاستثمار في البنية التحتية للغاز بغرض استغلال الغاز المصاحب لإنتاج النفط الخام، والذي كان يضيع هدرًا في السابق.
زادت السعودية إنتاجها من الغاز بنحو 50٪ خلال عقد من الزمان، إذ بلغ في عام 2019م ما يقرب من 117 مليار متر مكعب، وهو أعلى معدل تسارع في إنتاج الغاز بالمقارنة مع دول التعاون الخليجي التي تزايد إنتاج الغاز المسوق من قبلها بمعدل متوسط سنوي بلغ 4.8٪ من 265 مليار متر مكعب قياسي في عام 2009م إلى 422 مليار متر مكعب قياسي في عام 2019، وكان هذا النمو مدفوعًا بزيادة الطلب على الغاز لتوليد الطاقة الكهربائية ولتحلية المياه وكغاز لقيم لصناعة البتروكيميائيات. تمضي السعودية قدماً لتحقيق شراكات إستراتيجية، تمكنها من تلبية الطلب العالمي المتزايد على الغاز الطبيعي، وتهدف السعودية إلى تصدير ما يصل إلى 3 مليارات قدم مكعب من الغاز يومياً بحلول عام 2030، كجزء من إستراتيجيتها لتعزيز البصمة الدولية لأعمالها في مجال الغاز الطبيعي.
تستهدف السعودية ضخ أربعة مليارات قدم مكعبة يومياً من الغاز الصخري بحلول 2025. وبحلول 2030 سيكون حقل الجافورة قادراً على إنتاج نحو 130 ألف برميل يومياً من الإيثان تمثل نحو 40 في المئة من الإنتاج الحالي، ونحو 500 ألف برميل يومياً من سوائل الغاز والمكثفات اللازمة للصناعات البتروكيماوية تمثل نحو 34 في المئة من الإنتاج الحالي. وسيحقق تطوير الحقل طوال 22 عاماً من بداية تطويره دخلاً صافياً للحكومة بنحو 8.6 مليار دولار سنوياً، أو 32 مليار ريال. يرفد الناتج المحلي الإجمالي بما يقدر بـ20 مليار دولار (75 مليار ريال) سنوياً.
| السنة                                      | 2010   | 2011   | 2012   | 2013    | 2014    | 2015    | 2016    | 2017    | 2018    | 2019    |
| ------------------------------------------ | ------ | ------ | ------ | ------- | ------- | ------- | ------- | ------- | ------- | ------- |
| إنتاج الغاز الطبيعي (مليون متر مكعب قياسي) | 87,660 | 92,260 | 99,330 | 100,030 | 102,380 | 104,450 | 110,860 | 115,000 | 118,000 | 117,000 |

## الاستهلاك
بحسب بيانات البنك المركزي السعودي التي أعلنها في 2 يونيو 2021، فقد بلغت كمية الاستهلاك العام للغاز الطبيعي في السعودية في 2020 ما مقدراه 604.88 مليون برميل، بزيادة نسبتها 4.3% عن عام 2019 التي بلغت 579.74 مليون برميل، وشكلت 44.7% من إجمالي الاستهلاك العام المحلي لمشتقات النفط وهي الغاز الطبيعي والبنزين الممتاز ووقود الطائرات النفاثة والكيروسين والديزل وزيت الوقود والزيت الخام والأسفلت وزيوت التشحيم وغاز البترول المسال والنافثا وريفورمات.

### الغاز المسال
حسب بيانات الهيئة العامة للإحصاء، فإن استهلاك السعودية السنوي للغاز المسال هو:
| السنة                      | 2015          | 2016          | 2017          | 2018          | 2019          |
| -------------------------- | ------------- | ------------- | ------------- | ------------- | ------------- |
| استهلاك الغاز المسال (كجم) | 1,180,913,594 | 1,208,477,573 | 1,312,822,604 | 1,313,697,613 | 1,281,509,423 |

## حقول الغاز الطبيعي
يعد حقل الجافورة الذي سيجعل المملكة في المرتبة الثالثة عالمياً في إنتاج الغاز عام 2030 من أكبر حقول الغاز غير المصاحب وغير التقليدي، ويبلغ طوله 170 كيلومتراً وعرضه 100 كليو متر، ويقدر حجم موارد الغاز في مكمنه 200 تريليون قدم مكعب، من الغاز الرطب الذي يحتوي على سوائل الغاز في الصناعات البتروكيماوية والمكثفات ذات القيمة العالية.
في 30 أغسطس 2020، أعلن وزير الطاقة السعودي الأمير عبد العزيز بن سلمان عن اكتشاف حقلين جديدين للزيت والغاز في الأجزاء الشمالية من البلاد وهما، حقل هضبة الحجرة للغاز في منطقة الجوف، وحقل أبرق التلول للزيت والغاز في منطقة الحدود الشمالية، تمتد على مساحة 440 كيلومتراً مربعاً غرب مدينة طريف لتصبح مركز قطاع التعدين في المملكة.
في 27 فبراير 2022 أعلن وزير الطاقة أيضًا عن اكتشاف عدد من حقول الغاز الطبيعي في المملكة وهي: حقل شدون للغاز الطبيعي في المنطقة الوسطى، وحقلي شهاب والشرفة للغاز الطبيعي في منطقة الربع الخالي، وحقل أم خنصر للغاز الطبيعي غير تقليدي في منطقة الحدود الشمالية، وحقل سمنة للغاز الطبيعي غير التقليدي في المنطقة الشرقية.
في 19 نوفمبر 2023 وزير الطاقة السعودي الأمير عبد العزيز بن سلمان بن عبد العزيز قال إن شركة "أرامكو السعودية" اكتشفت حقل "الحيران" للغاز الطبيعي، بعد أن تدفق الغاز من مكمن "حنيفة" في بئر "الحيران - 1" بمعدل 30 مليون قدم مكعب في اليوم، و1600 برميلٍ من المكثفات، بالإضافة إلى تدفق الغاز من مكمن "العرب – ج" في الحقل نفسه بمعدل 3.1 مليون قدم مكعب في اليوم.كما اكتشفت الشركة حقل "المحاكيك" للغاز الطبيعي، بعد أن تدفق الغاز من بئر "المحاكيك - 2" بمعدل 0.85 مليون قدم مكعب في اليوم.

### قائمة الحقول المنتجة للغاز
| الحقل              | إنتاج الغاز                                                                        | تاريخ الاكتشاف | م             |
| ------------------ | ---------------------------------------------------------------------------------- | -------------- | ------------- |
| حقل الجافورة       | 130 ألف برميل/يوم (الإيثان) و500 ألف برميل/يوم (سوائل الغاز والمكثفات) (توقع 2036) | 2014           | [ 21 ]        |
| حقل الريش          | 3,2 مليون قدم مكعبة قياسية/يوم (بئر الريش رقم 2)                                   | 27 ديسمبر 2020 | [ 22 ] [ 23 ] |
| حقل الريش          | 3 ملايين قدم مكعبة قياسية/يوم (بئر الريش رقم 3)                                    | 27 ديسمبر 2020 | [ 22 ] [ 23 ] |
| حقل الريش          | 1,6 مليون قدم مكعبة قياسية/يوم (بئر الريش رقم 4)                                   | 27 ديسمبر 2020 | [ 22 ] [ 23 ] |
| بئر المنحز         | 18 مليون قدم مكعبة قياسية/اليوم                                                    | 27 ديسمبر 2020 | [ 22 ] [ 23 ] |
| بئر السهباء        | 32 مليون قدم مكعبة قياسية/يوم                                                      | 27 ديسمبر 2020 | [ 22 ] [ 23 ] |
| بئر العجرمية رقم 1 | 3850 برميلاً/يوم                                                                    | 27 ديسمبر 2020 | [ 22 ] [ 23 ] |
| حقل هضبة الحجرة    | 16 مليون قدم مكعبة قياسية/يوم                                                      | 20 أغسطس 2020  | [ 24 ]        |
| حقل مدين           | 75 مليون قدم مكعبة قياسية/يوم، و4500 برميل من المكثفات/يوم                         | عقد 1980       | [ 25 ]        |
| حقل شدون           | 27 مليون قدم مكعبة قياسية/يوم، مع 3300 برميل من المكثفات                           | 27 فبراير 2022 | [ 18 ]        |
| حقل أم خنصر        | مليوني قدم مكعبة قياسية/يوم، مع 295 برميلاً من المكثفات                             | 27 فبراير 2022 | [ 18 ]        |
| حقل شهاب           | 31 مليون قدم مكعبة قياسية/يوم                                                      | 27 فبراير 2022 | [ 18 ]        |
| حقل سمنة           | 5,8 ملايين قدم مكعبة قياسية/يوم، مع 24 برميلاً من المكثفات (بئر سمنة 2)             | 27 فبراير 2022 | [ 18 ]        |
| حقل سمنة           | 11,6 مليون قدم مكعبة قياسية/يوم، مع 169 برميلاً من المكثفات (بئر سمنة 104001)       | 27 فبراير 2022 | [ 18 ]        |
| حقل سمنة           | 9,25 ملايين قدم مكعبة قياسية/اليوم                                                 | 27 فبراير 2022 | [ 18 ]        |
| حقل الشرفة         | 16,9 مليون قدم مكعبة قياسية/يوم، مع 50 برميلاً من المكثفات                          | 27 فبراير 2022 | [ 18 ]        |

## معامل معالجة الغاز
اكتشافات جديدة
في 19 نوفمبر 2023 أعلن وزير الطاقة السعودي الأمير عبد العزيز بن سلمان عن اكتشافات جديدة للغاز الطبيعي في المنطقةالشرقية والربع الخالي.